# Concentratiekamp Janovska
Janovska (Duits: Zwangsarbeitslager Lemberg-Janowska) was tussen 1941 en 1944 een Duits werk-, concentratie- en doorgangskamp nabij de (destijds Poolse) stad Lwów. Tegenwoordig ligt deze stad in Oekraïne.

## Het kamp
Naast het getto van Lwów richtten de nazi's in het najaar van 1941 ook een werkkamp op. Officieel was dit geen concentratiekamp en viel het niet onder het Duitse toezicht op concentratiekampen. In de praktijk was het echter een hybridekamp dat de functies van meerdere soorten kampen bijeen bracht. De joden uit het getto die daartoe in staat waren, moesten in Janovska werken in de metaal- en houtverwerking. Er werden onder meer treinrails gemaakt. Het kamp was ook een doorgangskamp voor joden die op transport gingen naar de vernietigingskampen. Als personen niet fit genoeg waren om te werken, moesten ze naar Bełżec of werden ze geëxecuteerd bij het Piaskiravijn.
Het kamp bestond uit drie delen. In een gedeelte stonden de gebouwen van de SS, waar ze de administratie deden en werkplaatsen waar de gevangenen moesten werken. In een ander gedeelte stonden de barakken van de gevangenen. Het laatste gedeelte waren de DAW-fabrieken (Deutsche Ausrüstungswerke), waar de gevangenen ook moesten werken. De delen waren middels een prikkeldraadhek van elkaar gescheiden. Om heel het kamp stond een dubbel prikkeldraadhek met zoeklichten, patrouillerende SS'ers en om de 50 meter een wachttoren.
De eerste commandant van het kamp was Fritz Gebauer. In mei 1942 nam zijn plaatsvervanger Gustav Wilhaus dit over en werd Gebauer de commandant van de DAW-fabrieken. Er waren meestal tussen de 12 en 15 SS'ers aanwezig.
Het leven in het kamp was heel zwaar. Er werd iedere ochtend begonnen met appèl, daar werden soms willekeurig gevangenen doodgeschoten. Er werd 12 uur per dag gewerkt, waarna de gevangenen naar hun barak moesten rennen. Wilhaus en zijn assistent Freidrich Warzok keken hiernaar om te kijken wie er vermoeid was en wie daar werd uitgekozen, werd opgesloten tussen prikkeldraadhekken om te sterven. In Janovska werden regelmatige willekeurige gevangenen op wrede wijze vermoord. Deze moordpartijen werden uitgevoerd onder begeleiding van muziek. Hiervoor was er een orkest met gevangenen opgericht, deze werden voor de opheffing van het kamp allemaal neergeschoten. Er was ook een liedje speciaal geschreven om de martelingen te begeleiden, de zogenaamde "The Death Tango".
De evacuatie van het kamp begon in november 1943. De laatste overlevenden van het kamp moesten, in het kader van Sonderaktion 1005, de massagraven heropenen om de lijken te verbranden; een poging van de nazi's om bewijsmateriaal te vernietigen. Op 19 november was er een opstand en massale vluchtpoging onder de gevangenen, maar slechts enkelen wisten aan de SS te ontsnappen. In die periode werden 6000 joden geëxecuteerd.
Op 26 juli 1944 werd het kamp door Russische militairen bevrijd.

## Slachtoffers
Er werden 200.000 joden in Janovska tewerkgesteld. Slechts 300 gevangenen van het kamp overleefden de oorlog, onder wie:
- Janina Hescheles (Janina Altman)
- Rudolf Reder [5]
- Alexander Schwarz uit Lemberg

- William Ungar
- Simon Wiesenthal

In Janovska was geen gaskamer aanwezig. De slachtoffers werden doodgeschoten of bezweken aan extreme omstandigheden waar kamppersoneel ze aan bloot stelden. Desondanks wordt vermoed dat er sprake is van een groter aantal dodelijke slachtoffers dan in Majdanek. Het dodental is door het ontbreken van volledige documentatie niet exact vast te stellen. De Amerikaanse historicus Waitman Wade Beorn stelde in zijn boek over het Janovska kamp in 2024 dat 40.000 vermoedelijk een lage schatting zal zijn.

## Na de Tweede Wereldoorlog
Op de conferentie van Jalta in februari 1945 werd besloten dat Polen richting het westen zou worden opgeschoven. Hierdoor kwam Janovska in Oekraïne te liggen. Het kamp bestaat nu nog steeds en doet dienst als gevangenis.